# Цеммер
Цеммер (нім. Zemmer) — громада в Німеччині, розташована в землі Рейнланд-Пфальц. Входить до складу району Трір-Саарбург. Складова частина об'єднання громад Трір-Ланд.
Площа — 24,38 км2. Населення становить 3094 ос. (станом на 31 грудня 2020).

## Галерея

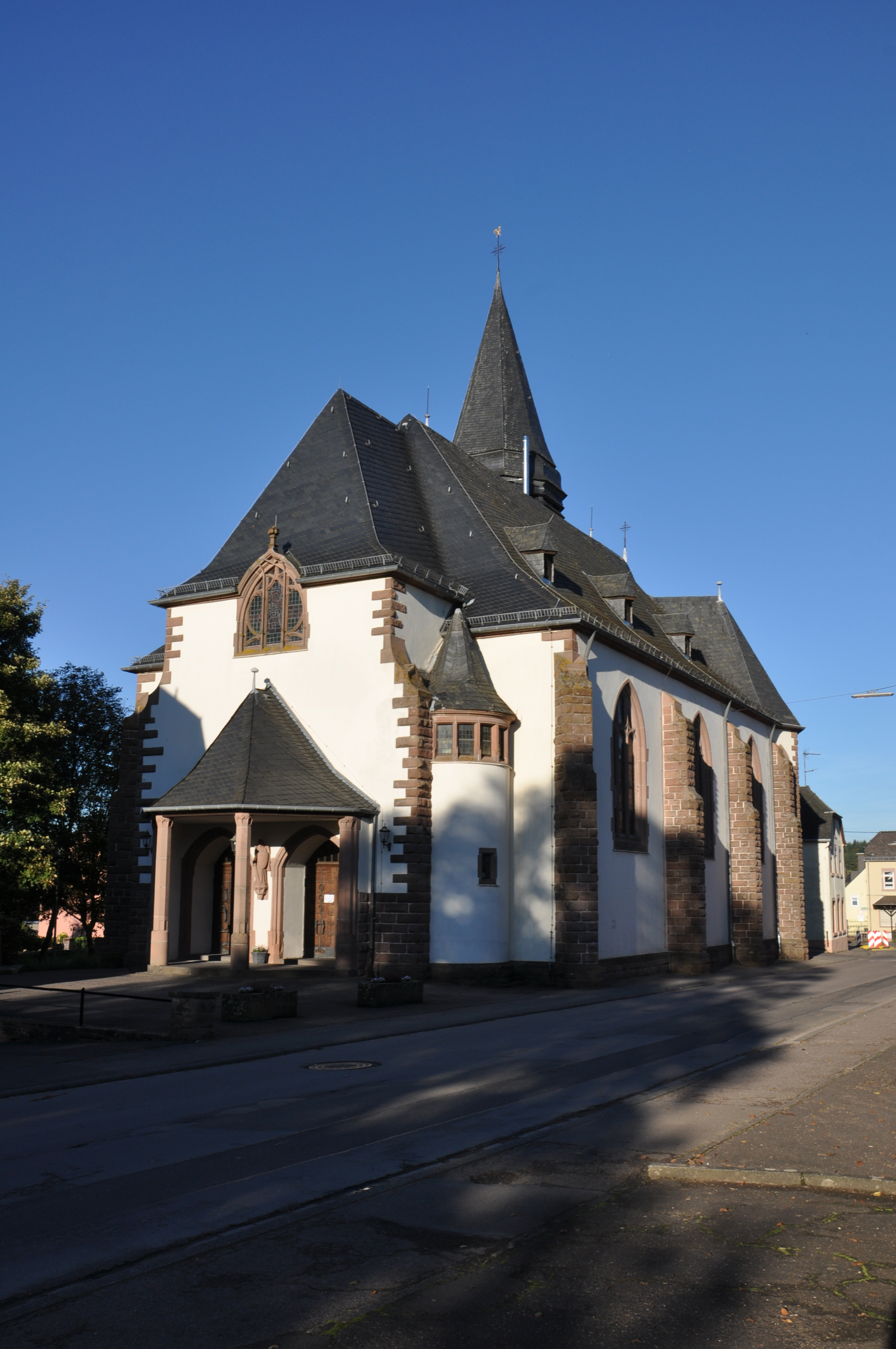
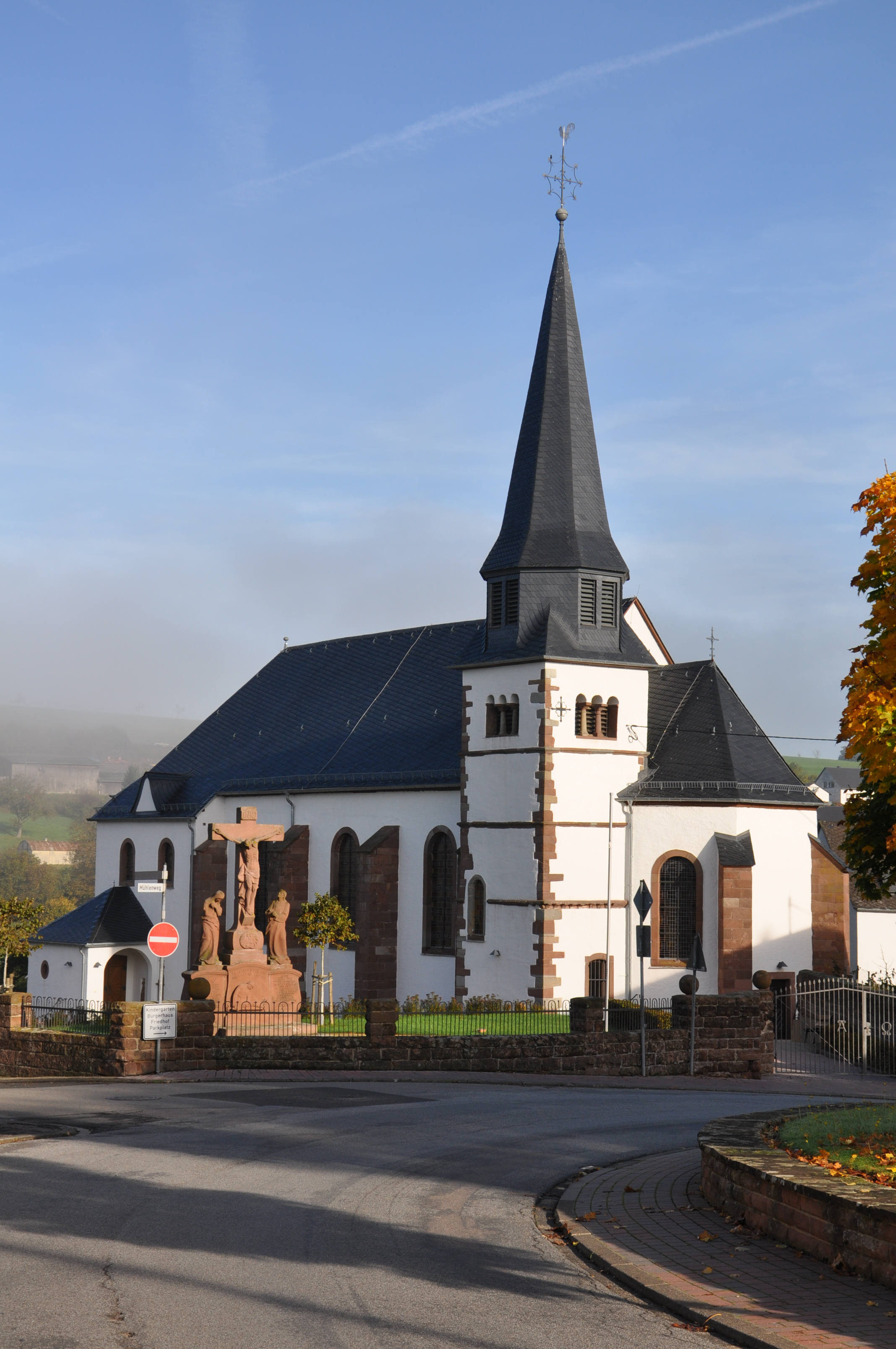